# 天主教汀州教区
天主教汀州教区（拉丁語：Dioecesis Timceuvensis）是罗马天主教在中国福建省设立的一个教区。

## 历史
1923年12月27日，教廷宣布，从福建北境代牧区分设汀州监牧区，首任宗座监牧主教为德国籍欧培徒，驻扎武平。1947年5月8日，汀州监牧区升格为汀州教区，雷新基任主教，主教堂由武平遷長汀。1953年9月取締聖母軍，正副主教雷新基、德方濟限期驅逐出境，并成立長汀天主教三自革新會。1966年文化大革命開始，天主教活動被禁止，城關教堂被佔用，三洲教堂改作畜牧場。1985年12月，長汀天主教堂歸還。

## 教堂
- 圣母玫瑰主教座堂

## 主教
- 欧培徒（Fr. Edber M. Pelzer, O.P.），1925年－1945年
- 雷新基（Bishop Johann Werner Lesinski, O.P.），1947年－1963年（1953年9月被逐出大陆）

## 信徒
1950年，汀州教区有信徒4,318人。